# Jüdischer Friedhof (Vallendar)
Der Jüdische Friedhof in Vallendar, einer Stadt im Landkreis Mayen-Koblenz in Rheinland-Pfalz, wurde nach dem Ersten Weltkrieg angelegt. Der jüdische Friedhof liegt in der Kirchhohl und ist ein geschütztes Kulturdenkmal. Der Zugang ist über die Einfahrt zu Kirchhohl 2 möglich. Die Gräber sind auf zwei Parzellen aufgeteilt.   

## Geschichte
Vallendar hatte schon im 18. Jahrhundert etwa 50 jüdische Einwohner, vor allem ab 1820 wuchs ihre Zahl weiter an. Zur jüdischen Gemeinde gehörten auch die in Mallendar und Niederwerth lebenden jüdischen Einwohner. Die Größe der jüdischen Gemeinde belief sich 1822 auf 81, 1885 auf 174 und 1932 auf 125 Mitglieder. Für 1938 sind noch 15 Familien belegt, für 1942 noch 41 Personen. Ein Betsaal ist schon um 1800 belegt und 1857 wurde der Neubau der Synagoge eingeweiht; er wurde 1938 zerstört. 
Die Vallendarer Juden bestatteten ihre Toten zuvor auf dem jüdischen Friedhof in Weitersburg, der nur etwa in 500 Meter Luftlinie entfernt liegt. Auf dem Vallendarer Friedhof sind heute noch etwa 24 Grabsteine vorhanden. Die erste Bestattung fand 1920, die letzte wohl 1940 (Leopold Scheye, gestorben am 9. Februar 1940) statt.

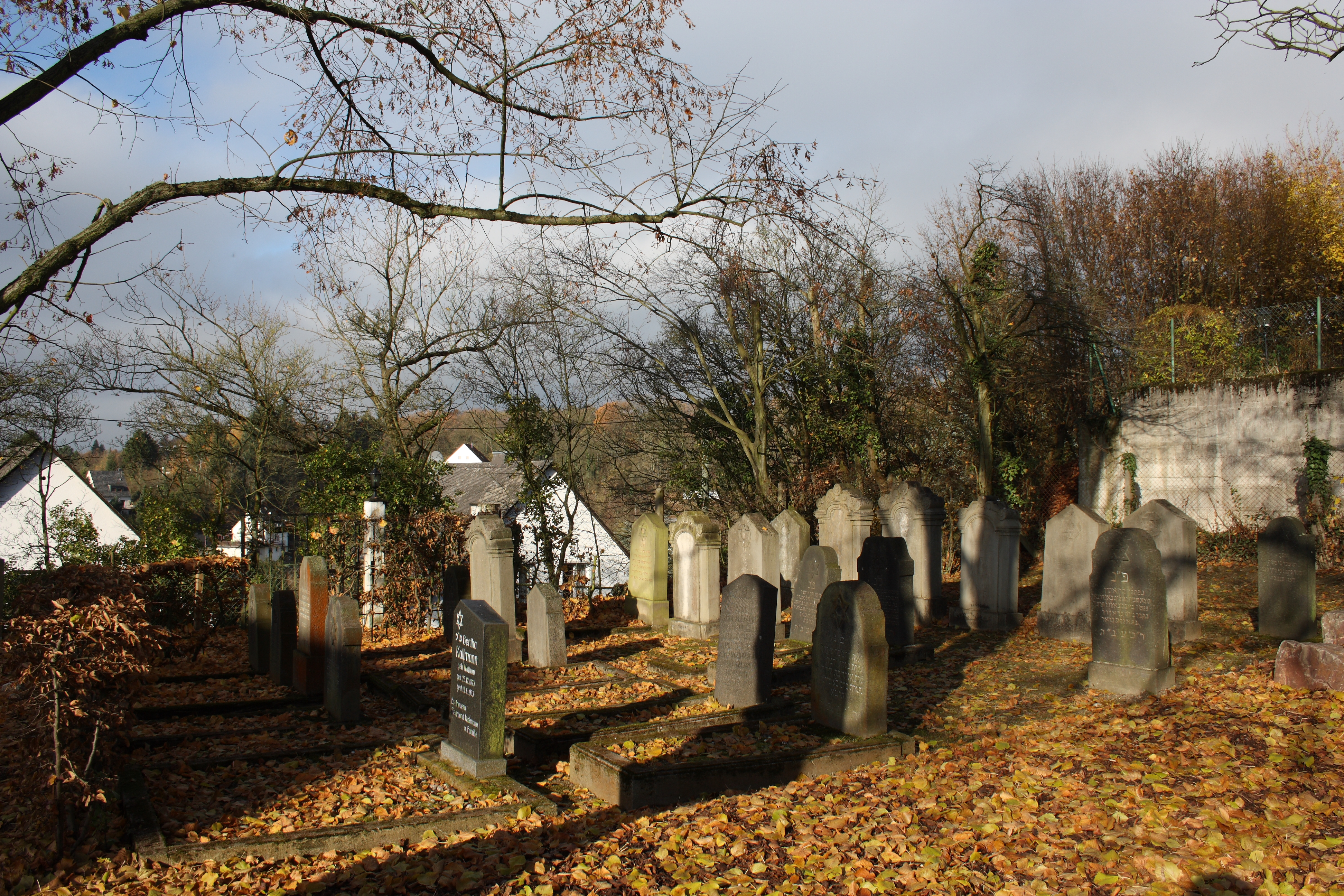
Alter Teil des jüdischen Friedhofs in Vallendar
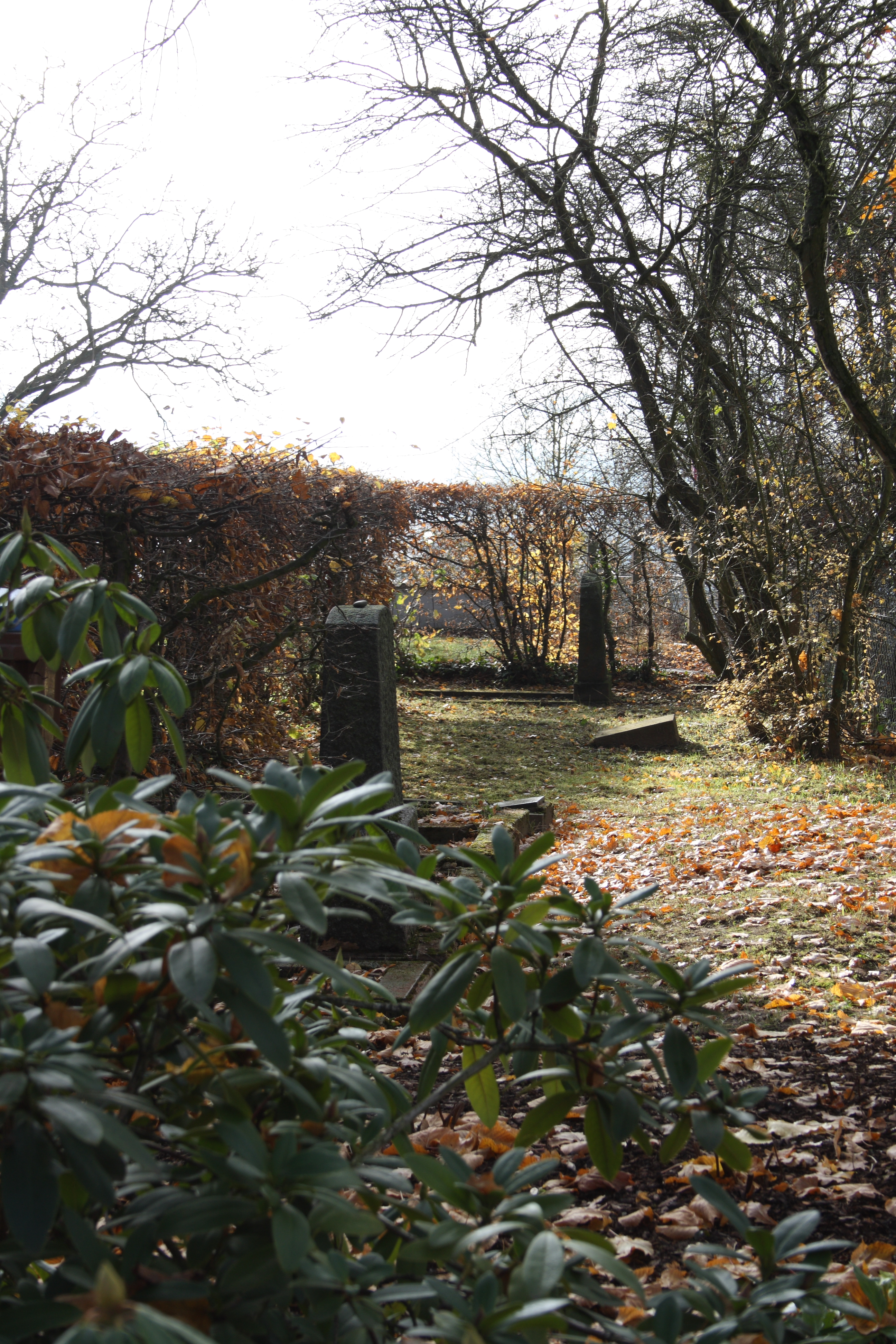
Neuer Teil des Friedhofs
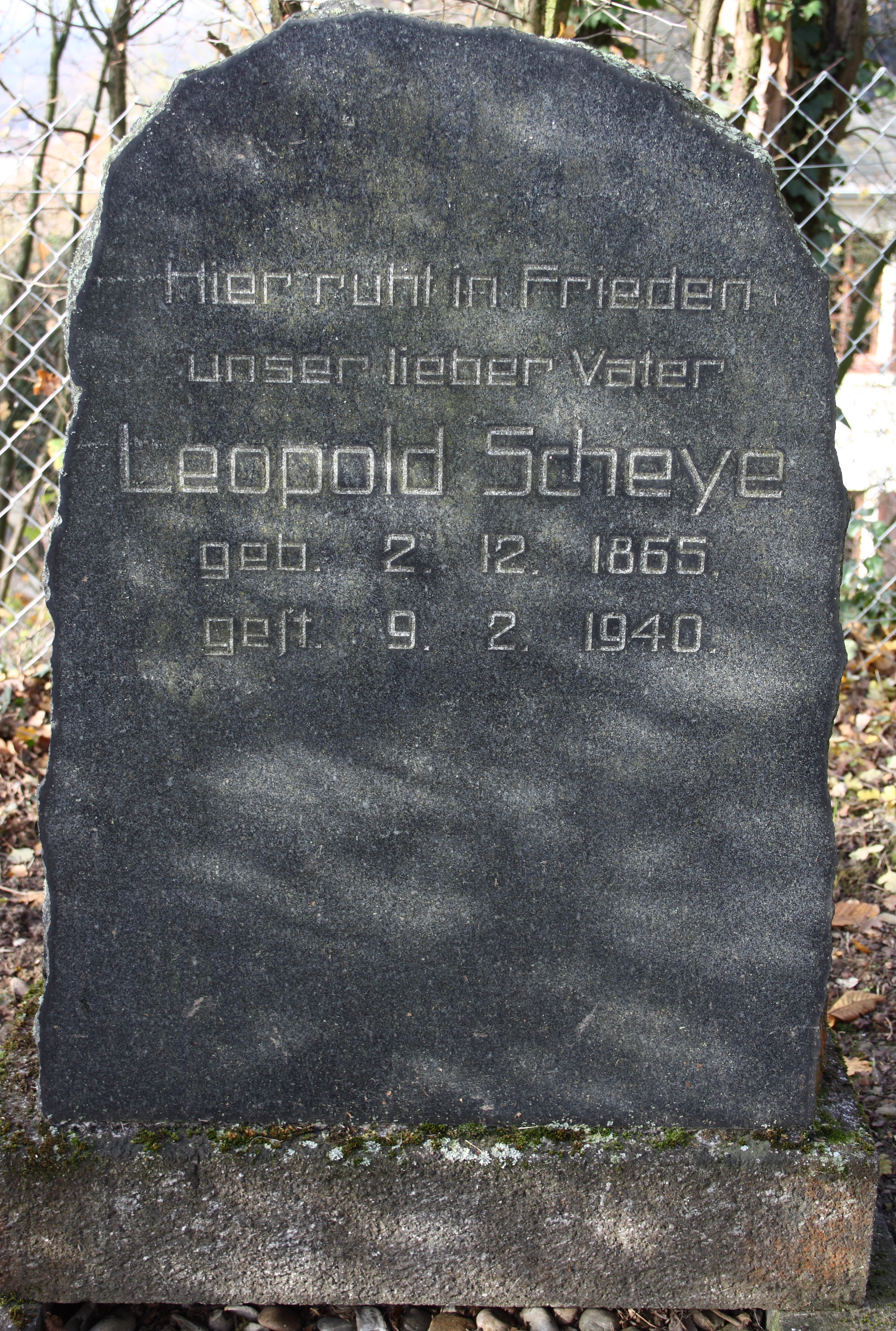
Grabstein für Leopold Scheye